# Karl I. (Neapel)

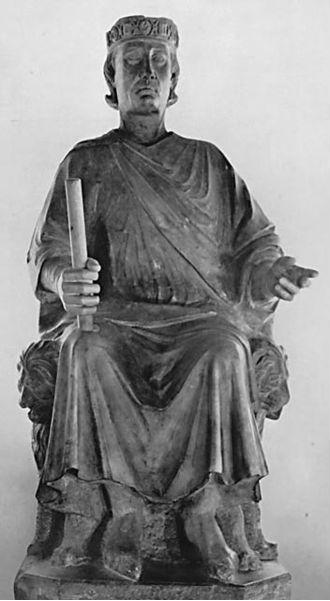
Arnolfo di Cambio: Statue Karls von Anjou als römischer Senator (13. Jh., ehemals am Senatorenpalast, Rom)

Karl I. von Anjou (französisch Charles d’Anjou, italienisch Carlo d’Angiò; * März 1227; † 7. Januar 1285 in Foggia) war seit 1266 König von Sizilien. Ab 1282 war sein Herrschaftsgebiet auf den festländischen Teil des Königreichs beschränkt, der Titel blieb jedoch unverändert. Er ist der Stammvater des älteren Hauses von Anjou, eines Seitenzweiges der französischen Herrscherdynastie der Kapetinger.

## Leben

### Herkunft und Jugend
Karl war der jüngste Sohn des französischen Königs Ludwig VIII. der Löwe († 1226) und dessen Ehefrau Blanka von Kastilien. Sein Geburtsdatum ist unbekannt und bis heute Gegenstand der Forschung. König Ludwig VIII. nannte in seinem im Juni 1225 niedergeschriebenen Testament fünf lebende Söhne, wobei laut einer Chronik aus Tournai bei seinem Tod im November 1226 neben Ludwig (IX.), Robert, Alfons, Johann und Philipp-Dagobert noch ein sechster Sohn namens Stephan hinzugekommen ist. Aufgrund dieser Angaben wird angenommen, dass Karl danach geboren sein muss, vielleicht erst in den ersten Monaten des Jahres 1227. Dem stehen allerdings die Nichterwähnung seiner Geburt in den Chroniken, was in der mittelalterlichen Geschichtsschreibung nichts Ungewöhnliches ist, als auch die Ereignisse entgegen, die unmittelbar auf den Tod Ludwigs VIII. und der Regierungsübernahme seiner Witwe eintraten. Blanka von Kastilien musste nicht nur die Beerdigung ihres Mannes und die Krönung des ältesten Sohnes Ludwig IX. organisieren, sondern auch einen Aufstand des Feudaladels gegen ihre Regentschaft niederschlagen. Dabei hatte sie beschwerliche Reisewege zu absolvieren, von Montpensier, nach Saint-Denis und Paris, von dort nach Reims um schließlich im Januar 1227 in Curçay zu weilen. Für eine hochschwangere Frau im 13. Jahrhundert eine riskante Angelegenheit. Eine spät entstandene Erzählung eines fahrenden Sängers aus Reims berichtet, dass sich Königin Blanka in diesem Kontext gegen den Vorwurf der Affäre mit dem päpstlichen Legaten Romano Bonaventura verteidigt habe, indem sie sich gegenüber der Hofgesellschaft nackt auszog, um das Gerücht einer vermeintlichen Schwangerschaft zu entkräften. Der Wahrheitsgehalt dieser der Belustigung dienenden Erzählung wird freilich als gering eingestuft, kann aber in einem allgemeinen Wissen um eine Nichtschwangerschaft der Königin-Regentin nach dem Tode Ludwigs VIII. begründet sein.
Alternativ wird deshalb auch eine Identifizierung Karls mit dem sechsten Königssohn Stephan in Betracht gezogen. Von diesem ist das Geburtsjahr 1225 bekannt. Stephan ist wohl erst nach der Niederlegung des väterlichen Testaments (Juni 1225) geboren worden, da ein sechster Sohn darin nicht erwähnt wird. Mit dem Tod Ludwigs VIII. 1226 verschwindet er zugleich aus den Überlieferungen. Karl hingegen tritt erstmals im Jahr 1239 gemeinsam mit seinen Brüdern geschichtlich in Erscheinung bei der Entgegennahme der aus Konstantinopel eingetroffenen Dornenkrone. Wahrscheinlich war Stephan für eine geistliche Laufbahn vorherbestimmt, während die vier älteren Brüder per Testament für weltliche Aufgaben vorgesehen waren, indem sie neben dem Königtum für Ludwig mit der Einsetzung in bedeutende Lehen bedacht wurden. Neben Philipp-Dagobert starb im Jahr 1232 auch Johann, womit eine personelle Neuregelung des Testaments nötig wurde. Als „Ersatz“ für die Erbverfügungen Johanns könnte nun Stephan aufgerückt sein, der zu dieser Gelegenheit, vielleicht anlässlich seiner Firmung, einen neuen Namen annehmen konnte, um sein bisheriges geistliches Leben zugunsten des weltlichen abzustreifen.
Bemerkenswert ist, dass Karl als erster legitim geborener Kapetingerprinz den Namen des Kaisers Karl der Große trug. Vor ihm hatte ihn nur Peter Karlotus getragen, Sohn Philipps II. August, und das auch nur im Diminutiv. Unter Ludwig VIII. hatte das kapetingische Königtum eine dynastische und ideologische Anknüpfung an die Dynastie der Karolinger vollzogen, die sich fortan auch in der Namensgebung manifestierte.

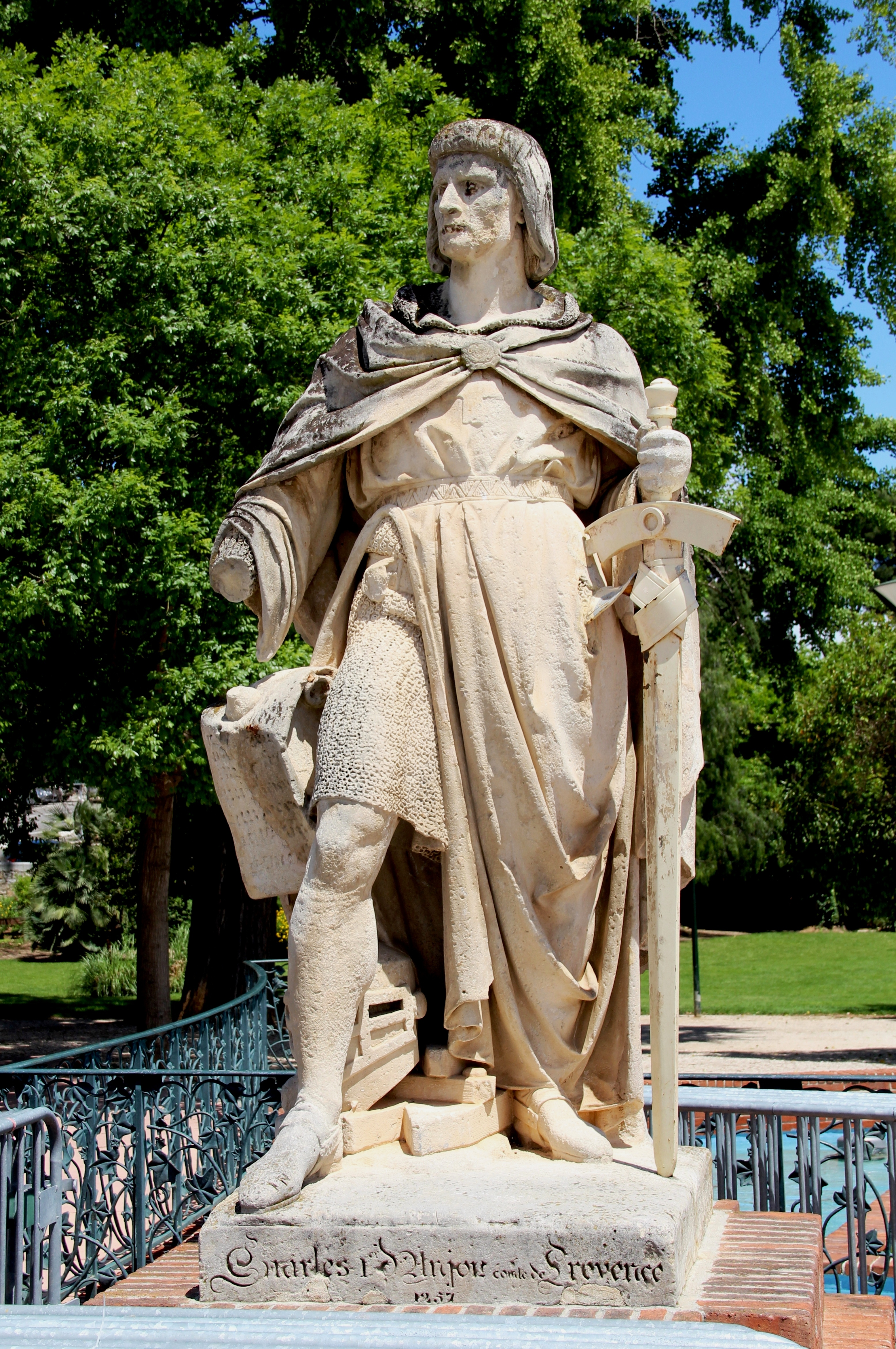
Historisierende Statue in Hyères von Charles I d’Anjou, Comte de Provence

1245 führte Karl im Auftrag seines Bruders ein Heer in die Provence, um diese nach dem Tod des Grafen Raimund Berengar V. dem französischen Einfluss gegen Aragon zu sichern. Die älteste Tochter des Grafen, Margarete, war mit König Ludwig IX. verheiratet, doch galt diese nicht als Erbin der Grafschaft, sondern deren noch unverheiratete jüngste Schwester Beatrix. Um die Provence fester an Frankreich zu binden, wurde Karl umgehend mit Beatrix in Aix verheiratet, was ihm die Herrschaft über dieses Land, aber auch eine lebenslange Rivalität mit Margarete einbrachte, die mit dem Erbgang ihrer Schwester nicht einverstanden war. De jure war die Grafschaft Provence als Teil des alten Königreiches Burgund dem römisch-deutschen Kaiser lehnspflichtig, doch Karl ignorierte dies, indem er seinem Bruder den Lehnseid ablegte. Kaiser Friedrich II. sah sich zu diesem Zeitpunkt außerstande, die Rechte des Reiches in der Provence zu wahren.
Auf einem Hoftag in Melun, August 1246, wurde Karl von seinem Bruder Ludwig IX. zum Ritter geschlagen und gemäß dem Testament ihres Vaters mit den Grafschaften Anjou und Maine belehnt. Diese Lehen gehörten vormals der Dynastie Plantagenet, welche aber 1204 von König Philipp II. August ihrer Besitzungen für verlustig erklärt wurde. Doch das damalige Haupt der Plantagenets, König Heinrich III. von England, erhob immer noch einen Anspruch darauf und gab diesen erst im Vertrag von Paris (1259) auf.

### Kreuzzug nach Ägypten und Regentschaft in Frankreich
Am 25. August 1248 brach Karl zusammen mit Ludwig IX. in Aigues-Mortes zum Sechsten Kreuzzug nach Ägypten auf. Er nahm an der Belagerung von Damiette teil und verteidigte im Dezember 1249 das Feldlager der Kreuzfahrer vor al-Mansura. Am 8. Februar 1250 fiel Karls Bruder Robert von Artois bei einem unvorbereiteten Angriff auf die Stadt; in der anschließenden Schlacht am 11. Februar waren es nicht zuletzt Karls Führungsqualitäten, die den Sieg der Kreuzfahrer ermöglichten. Doch die Belagerung al-Mansuras musste aufgrund des durch Krankheiten stark geschwächten Heeres aufgegeben werden. Auf dem Rückmarsch nach Damiette gerieten Karl und Ludwig IX. am 8. April 1250 bei Fariskur in die Gefangenschaft der Mamluken.
Nach der baldigen Auslösung aus der Gefangenschaft kehrte Karl zusammen mit seinem Bruder Alfons von Poitiers nach Frankreich zurück, während Ludwig IX. selbst noch im Heiligen Land verblieb, und übernahm einen Sitz im Regentschaftsrat seiner Mutter. Gemeinsam mit Alfons zog er in die Provence, wo sich der lokale Adel und die Städte unter der Führung von Barral des Baux gegen seine Herrschaft erhoben hatten. Bis zum Juni 1251 gelang es den Brüdern, die Revolte niederzuschlagen. Karl übernahm die Kontrolle in Marseille, während Avignon an Alfons fiel. Seine Position in der Regierung Frankreichs versuchte Karl mit persönlichen Interessen zu verbinden, als sich 1253 die Gräfin Margarete II. von Flandern an ihn wandte. Deren Söhne aus zweiter Ehe (Avesnes) kämpften seit mehreren Jahren gegen die Söhne aus erster Ehe (Dampierre) im Flämischen Erbfolgekrieg um das reiche Erbe der Mutter. Diese versprach nun Karl die Grafschaft Hennegau als Gegenleistung für seine Unterstützung gegen die Avesnes-Brüder. Karl begann einen erfolgreichen Feldzug, in dem er die Stadt Mons eroberte und Valenciennes belagerte, worauf die Avesnes ein Bündnis mit dem römisch-deutschen König Wilhelm von Holland eingingen. Bevor es aber zu einem Waffengang mit diesem kam, kehrte König Ludwig IX. aus dem Heiligen Land zurück, zog 1255 in Gent ein und erzwang ein Ende der Kampfhandlungen. Alle Parteien mussten 1256 den bereits 1246 gefassten königlichen Schiedsspruch betreffs der Erbfolge in Flandern akzeptieren, der Karl nicht berücksichtigte. Das Versprechen auf den Hennegau ließ sich Karl allerdings später von der Gräfin für viel Geld abkaufen.
Danach zog Karl in die Provence, wo er seine Herrschaft festigte, indem er im August 1257 den Fürsten von Orange aus dem Haus Baux, seinen früheren Widersacher, zu einer Huldigung bewegen konnte. In der Folgezeit erweiterte er das Territorium der Provence bis 1259 auf Kosten des Grafen von Savoyen.

### Kampf gegen die Staufer

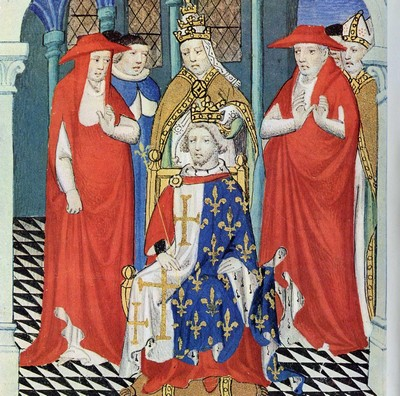
Papst Clemens IV. krönt Karl von Anjou

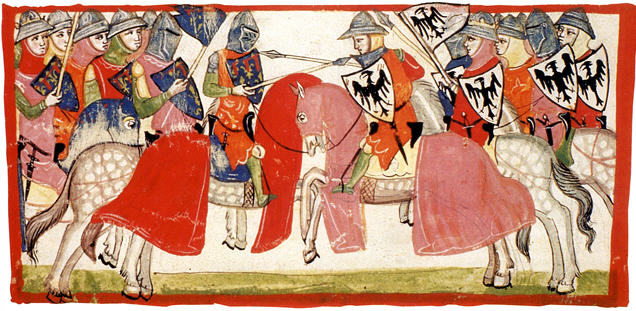
Die Schlacht von Benevent 1266. Darstellung aus der Chronik des Giovanni Villani, 14. Jahrhundert.

In den folgenden Jahren eröffnete sich für Karl in Süditalien ein neues Betätigungsfeld. Der Papst befand sich dort in einem Machtkampf gegen die Staufer und suchte dabei in den Königshäusern Europas nach Unterstützung. Nachdem der englische Prinz Edmund 1254 seine Unterstützung versagt hatte, wandte sich der Papst erstmals an Karl von Anjou, der aber ebenfalls ablehnte. Die Ablehnung erfolgte dabei auf Druck König Ludwigs IX., der die Staufer immer noch als legitime Könige Siziliens betrachtete und ein Vorgehen gegen diese für moralisch bedenklich hielt.
Die Haltung Ludwigs IX. änderte sich 1258, nachdem Manfred den Thron in Palermo gegen die Rechte seines eigenen Neffen Konradin usurpiert hatte und die Lehnshoheit des Papstes auf Sizilien nicht anerkannte. Zusätzlich konnte Papst Urban IV. 1261 den französischen König davon überzeugen, dass jeder zukünftige Kreuzzug nur dann Aussicht auf Erfolg haben könnte, wenn Sizilien von einem der Sache wohlgesinnten König regiert würde. Nachdem Ludwig IX. mit einem letzten diplomatischen Versuch gescheitert war, Manfred zu einem Bündnis mit dem Papst gegen Byzanz und die Muslime zu bewegen, gab er Karl 1263 sein Einverständnis zu einem Feldzug nach Italien, der den Charakter eines Kreuzzuges erhalten sollte. Der König unterstützte seinen Bruder auch finanziell, indem er eigens für ihn eine Steuer erhob.

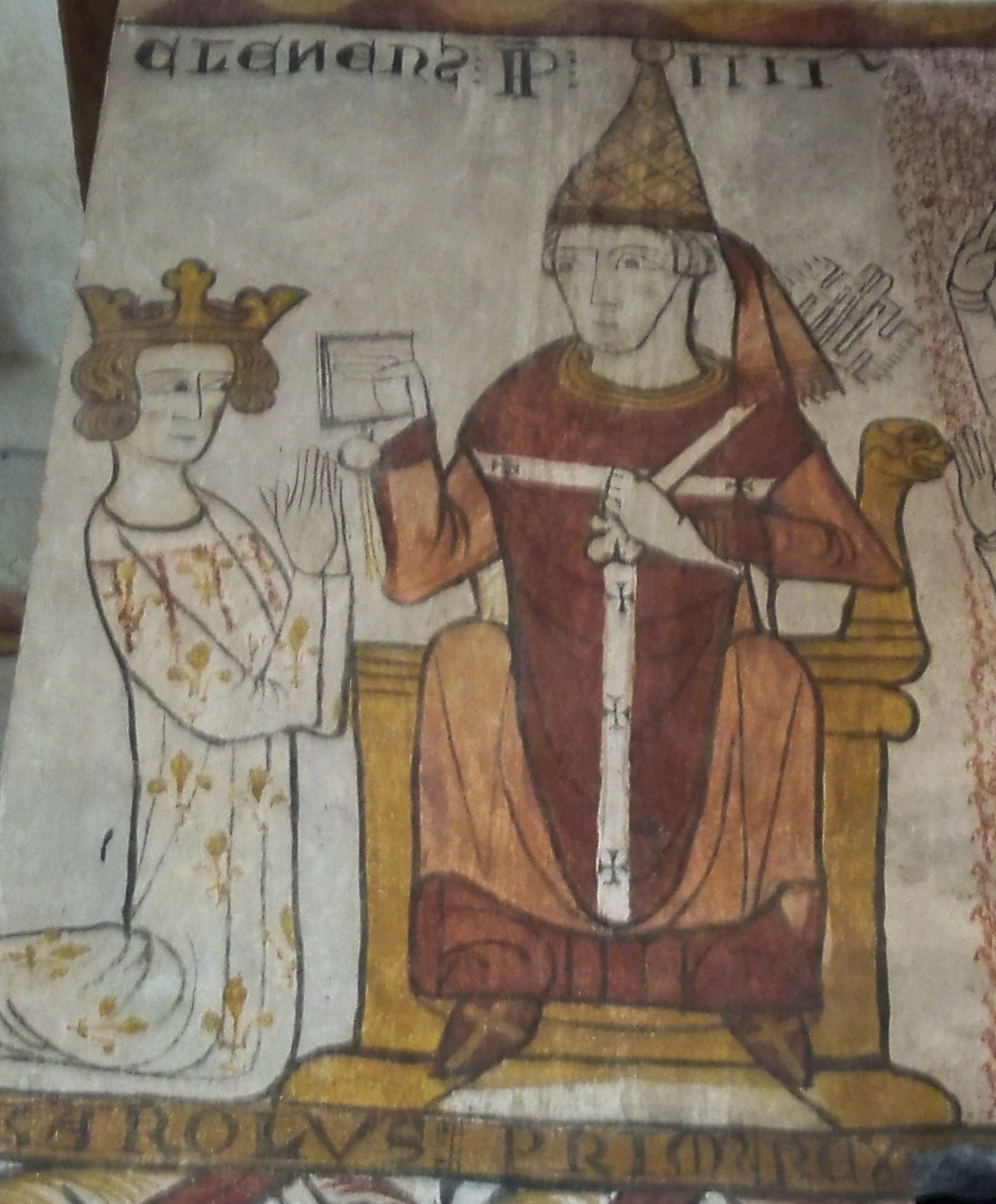
Papst Clemens IV. krönt Karl von Anjou, Fresko im Ferrande-Turm in Pernes-les-Fontaines, 13. Jahrhundert

Im August 1263 erfolgte die Wahl Karls zum Senator von Rom, und nachdem er in der Stadt eingezogen war, wurde er von Papst Clemens IV. am 28. August 1265 mit dem Königreich Neapel-Sizilien belehnt. Am 6. Januar 1266 folgte die Krönung in der Peterskirche  in Rom durch mehrere Kardinäle, worauf sich Karl mit seinem Heer gegen Manfred wandte. Er stellte und tötete ihn in der Schlacht bei Benevent. Dieser Sieg verhalf Karl zur Errichtung seiner Herrschaft über das Königreich Sizilien. In Neapel zog er am 7. März ein. Er errichtete eine zentralisierte und effiziente Verwaltung und stützte sich dabei maßgeblich auf französische Beamte, welche auf die Bevölkerung einen extremen Steuerdruck ausübten. Sein junges Königtum sollte noch einmal ins Wanken geraten, als sich der mündig gewordene Konradin 1268 mit einem Heer gegen ihn wandte, worauf sich auf Sizilien erste Revolten gegen Karl erhoben, die durch eine pisanische Flotte unterstützt wurden. Zur selben Zeit wurde der Papst durch eine Revolte der Bevölkerung aus Rom vertrieben, wo die Ghibellinen unter Karls vormaligem Verbündeten Heinrich von Kastilien, dem er nach Benevent noch das Senatorenamt übertragen hatte, die Macht übernahmen. Dennoch hielt Karl an seinem Bündnis mit dem Papst fest, von dem er im April 1268 in Viterbo das Reichsvikariat für Italien verliehen bekam. Zugleich ließ er Konradin exkommunizieren. Am 25. Juni schlug Konradin ein Heer Karls bei Ponte di Valle und zog am 24. Juli in Rom ein. Zusammen mit Heinrich von Kastilien zog er weiter in das Territorium Karls, um sich mit den aufständischen Sarazenen von Lucera zu vereinen, was Karl zu verhindern wusste. Am 23. August stellte er Konradin in der Schlacht bei Tagliacozzo und errang einen vernichtenden Sieg über ihn, in dessen Folge Karl in Rom einziehen konnte, das Senatorenamt wieder übernahm und die Rückkehr des Papstes ermöglichte.
Konradin wurde auf der Flucht gefangen genommen und an Karl ausgeliefert. Um die Bedrohung der Staufer gegen seine Herrschaft endgültig zu beseitigen, ließ er einen Prozess gegen Konradin eröffnen. Das Urteil endete erwartungsgemäß mit einem Schuldspruch. Der letzte Staufer wurde am 29. Oktober 1268 in Neapel enthauptet. Die Mehrzahl der Zeitgenossen fasste diese Tat als ungeheuerliches Verbrechen auf, „eine Überschreitung der Schranken, die den Völkern seit Jahrhunderten von Recht und Sitte gezogen worden waren“ (so der Konradin-Biograf Ferdinand Geldner).

### Weltreichspläne
Karl war nun König von Sizilien, und dies eröffnete ihm weiterreichende Möglichkeiten zur Etablierung eines großen Mittelmeerreichs. Gelegenheit dazu bot ihm der Gegensatz zwischen den Lateinern und Griechen im alten byzantinischen Raum. Seit der lateinische Kaiser von Konstantinopel, Balduin II. von Courtenay, 1261 vom byzantinischen Kaiser Michael VIII. Palaiologos vertrieben worden war, suchte er nach einem starken Verbündeten, um sein verloren gegangenes Reich zurückzuerobern. Kaiser Michael VIII. wiederum hatte seine Position ausgebaut, indem er geschickt im Konflikt zwischen den Staufern und dem Papst lavierte, sodass keine geeinte Front gegen ihn auftreten konnte. Dies änderte sich nun mit der Herrschaft Karls von Anjou, der mit dem Papst in bestem Einvernehmen stand. Unter dessen Vermittlung schloss Karl am 27. Mai 1267 in Viterbo mit Balduin II. einen Vertrag, der die Rückeroberung Konstantinopels beinhaltete. Karl bekam zudem die Oberhoheit über Morea, Epirus und Korfu, das er sogleich besetzen ließ, sowie ein Drittel aller Eroberungen zugesagt. Weiterhin gewann er die Fürsten des Balkans wie Konstantin Tich für sein antibyzantinisches Bündnis. Im Jahr darauf starb der Papst, und Karl verhinderte in den nächsten drei Jahren die Wahl eines neuen Kirchenoberhauptes, um seine Pläne nicht zu gefährden. 1270 entsandte er erste Truppen auf den Peloponnes.

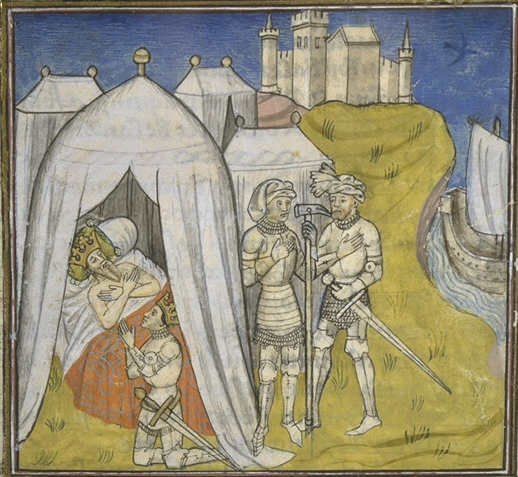
Karl von Anjou am Sterbebett seines Bruders, des heiligen Ludwig, vor Tunis. 14. Jahrhundert.

Aber in dieser Situation vereitelte das Kreuzzugsvorhaben seines älteren Bruders Ludwig IX. von Frankreich im Juni 1270 seine Ziele, da er sich diesem nicht versagen konnte. Doch Karl verstand es, seinen Bruder gegen den Sultan von Tunis ziehen zu lassen, der angeblich unter dieser Bedrohung zum Christentum konvertieren würde. Tatsächlich war der Sultan einst ein Vasall Siziliens gewesen, hatte aber nach dem Ende König Manfreds diese Vasallität abstreifen können. Karl war daher bestrebt, diese zu erneuern. Als er am 25. August im Feldlager vor Tunis eintraf, lag sein Bruder bereits im Sterben. Nach dessen Tod versuchte Karl, den Oberbefehl über das Kreuzfahrerheer zu übernehmen, konnte sich aber gegen seinen Neffen Philipp III. nicht durchsetzen. Er erreichte dafür einen Friedensvertrag mit dem Sultan, der ihm einen hohen Tribut zahlte, und bei seinem Neffen erreichte er die Überantwortung der Eingeweide Ludwigs IX., dem schon damals der Ruf eines Heiligen vorauseilte. Die Eingeweide ließ er in Monreale bestatten. Inzwischen war auch Prinz Eduard Plantagenet mit einer englischen Kreuzfahrerflotte bei Tunis dazugestoßen und drängte die französischen Kreuzfahrer, den Kreuzzug in Palästina fortzusetzen. Bei der Überfahrt geriet Karls Flotte in einen Sturm und viele seiner Schiffe sanken, was ihm als Vorwand diente, nach Sizilien zurückzukehren.
Die Teilnahme am Kreuzzug vereitelte aber Karls Angriff auf Byzanz, und auch danach sollte ihm vorerst keine Gelegenheit mehr gegeben werden, da 1271 mit Gregor X. ein Papst gewählt wurde, der ein distanziertes Verhältnis zu Karl pflegte. 1272 konnte Karl lediglich Durazzo einnehmen. Diese Eroberungen nannte er Regnum Albaniae – Königreich Albanien, um mit dem selbst zugelegten Königstitel auch die Oberherrschaft über die lokalen albanischen Fürsten beanspruchen zu können. Die albanische Küste sollte als Ausgangspunkt für weitere Eroberungen in der Romania dienen. Um den Papst wieder enger an sein Lager zu binden, förderte Karl im Jahr 1273 die Wahl seines Neffen Philipp III. von Frankreich zum römisch-deutschen König. Gregor erkannte die Gefahr einer sich anbahnenden angevinischen Umklammerung und lieh seine Unterstützung stattdessen dem Grafen Rudolf von Habsburg, der sich in der Wahl auch durchsetzte.
Karls Pläne erlitten einen neuerlichen Rückschlag, als Michael VIII. die Union der Ostkirche mit dem Papsttum am 6. Juli 1274 auf dem Konzil von Lyon vollzog. Der byzantinische Kaiser tat dies gegen den Willen seines eigenen Klerus, konnte damit aber das Bündnis zwischen dem Papst und Karl von Anjou sprengen. In der Folge verlor Karl mehrere Stützpunkte auf dem Balkan an Byzanz wie Berat und Butrinto. Eine weitere Bedrohung erwuchs ihm mit dem König von Aragon, der sich als Erbe der Staufer verstand. Um dieser Gefahr zu begegnen, spielte Karl seinen dominierenden Einfluss auf seinen Neffen Philipp III. von Frankreich aus und erreichte im Vertrag von Orléans 1275 die Einbeziehung Navarras in eine gemeinsame Front gegen Aragon.

### König von Jerusalem

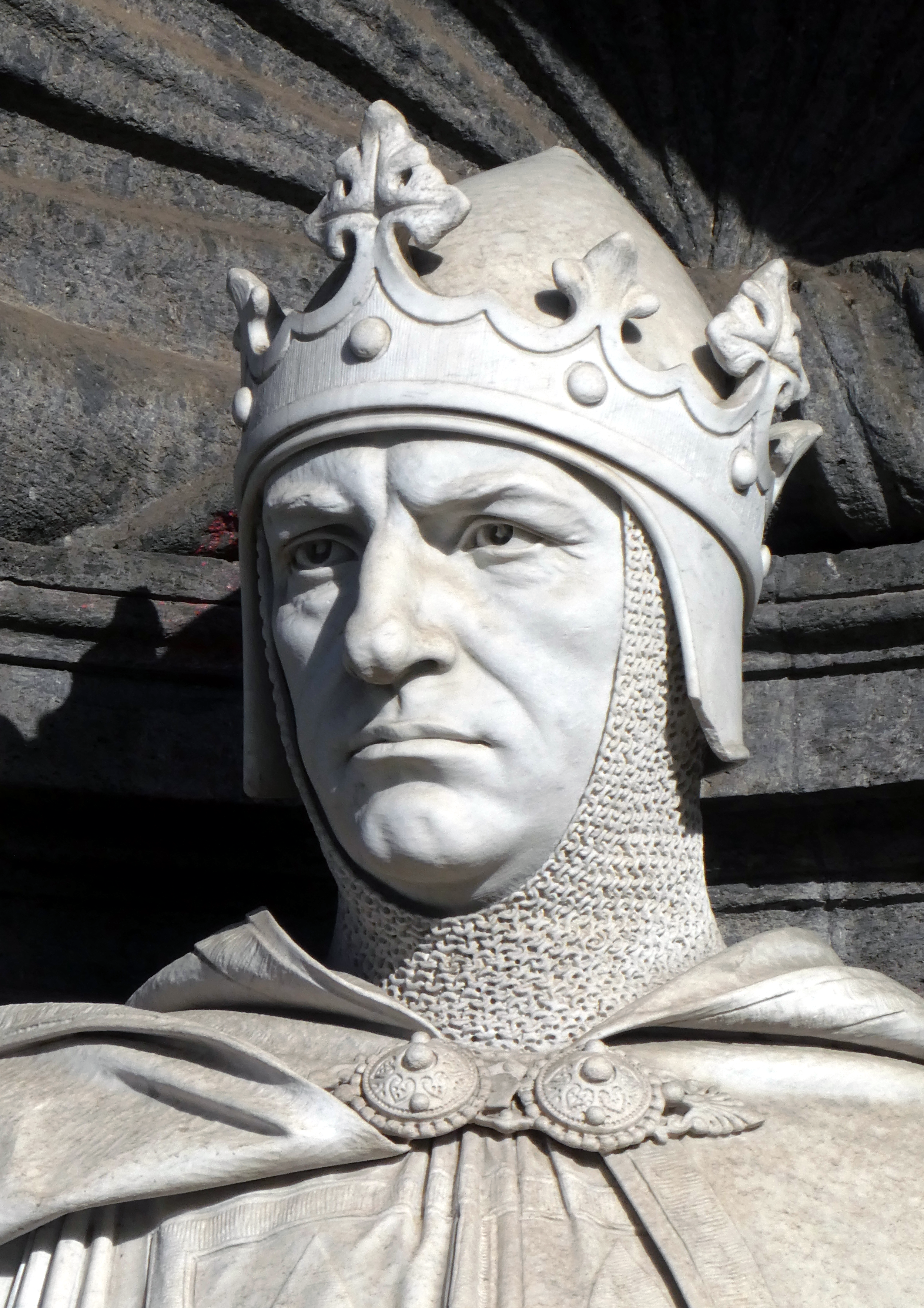
Historisierende Statue von Karl I. am Palazzo Reale in Neapel (1888)

Da seine Ambitionen in Richtung Byzanz einstweilig lahmgelegt waren, interessierte sich Karl nunmehr verstärkt für das Heilige Land. Dort verfügte er über hervorragende Beziehungen, allerdings nicht zu den christlichen Baronen, sondern zu den Mamluken in Ägypten. Bereits 1272 hatte er einen Vertrag zwischen dem englischen Prinzen Eduard Plantagenet und Sultan Baibars I. ausgehandelt, der den Christen einen zehnjährigen Frieden einbrachte. Nun strebte er nach der Krone Jerusalems und wurde dabei nicht nur vom Papst, sondern auch von seinem Erzgegner Michael VIII. Palaiologos unterstützt. Dieser erhoffte sich durch eine Ablenkung Karls eine zusätzliche Entlastung.
Im März 1277 kaufte Karl unter Vermittlung des Papstes der Fürstentochter Maria von Antiochia ihre mehr als dünnen Ansprüche auf die Krone Jerusalems für 1.000 livre in Gold und eine Jahresrente von 4.000 livre ab. Die Barone Outremers erkannten aber weder Maria noch Karl an und erklärten sich für König Hugo III. von Zypern als rechtmäßigen Erben der Staufer. Im Templerorden hingegen fand Karl einen mächtigen Verbündeten, der mit Hugo III. um den Besitz der Burgen von Sidon und Arsuf im Streit lag. Außerdem war der Großmeister der Templer, Guillaume de Beaujeu, ein Verwandter Karls. 1277 ernannte Karl seinen Gefolgsmann Roger von San Severino zu seinem Bailli in Jerusalem und entsandte ihn nach Akkon, der Hauptstadt des Königreiches. Mit der Hilfe der Templer und der Venezianer konnte Roger in Akkon einziehen. Der rechtmäßige Bailli, Balian von Ibelin, übergab angesichts der Übermacht kampflos die Zitadelle der Stadt und zog sich nach Zypern zurück.
Damit gelang es Karl, seine Herrschaft in Akkon zu etablieren, die wenig später auch von Fürst Bohemund VII., dem Urgroßneffen Marias von Antiochia, anerkannt wurde. Militärisch wurde seine Herrschaft durch ein französisches Regiment gesichert, welches einst sein Bruder Ludwig IX. dort zurückgelassen hatte, und das noch immer von der französischen Krone unterhalten wurde. Mit den Mamluken erreichte er eine Koexistenz, da diese sich darauf verlassen konnten, dass Karl keinen Kreuzzug gegen sie zulassen würde. Die Herren von Tyros und Beirut hingegen blieben auf der Seite des Königs von Zypern, der seinen Anspruch weiter aufrechterhielt.

### Neue Offensive gegen Byzanz
Der Tod Papst Gregors X. zu Beginn des Jahres 1276 ermöglichte Karl die Wiederaufnahme seiner antibyzantinischen Politik, indem er seinen Einfluss auf das Papsttum in den darauffolgenden kurzen Pontifikaten zu stärken wusste. Einzig Nikolaus III. versuchte, sich ihm zu widersetzen; er entzog Karl das Vikariat und die Senatorenwürde. Nach dessen Tod 1280 wurde mit Martin IV. ein Oberhaupt gewählt, welches gänzlich von der französischen Partei, das heißt Karl von Anjou, abhängig war.
Schon zuvor hatte Karl seine Position gegen Byzanz stärken können, nachdem 1278 der Fürst von Achaia gestorben war und sein Fürstentum gemäß dem Vertrag von Viterbo nun an Karl überging. Im selben Jahr hatte der Fürst von Epirus Karl als seinen Oberherren anerkannt, und auch die Herrscher des Balkan hielten weiter an ihrer Allianz mit ihm fest. Unter Karls Einfluss kündigte Martin IV. gleich in seinem ersten Amtsjahr 1281 die Kirchenunion mit Byzanz einseitig auf und nahm damit die letzte Hürde für einen Angriff gegen Byzanz. Am 3. Juli 1281 schloss sich Venedig in Orvieto der angevinischen Allianz an, in der Hoffnung, von einem Sieg gegen Byzanz seine alten Handelsstützpunkte in Konstantinopel zurückzugewinnen.
Darauf entsandte Karl ein erstes Heer nach Albanien, das aber mit einer Belagerung von Berat scheiterte und von einem byzantinischen Entsatzheer vernichtet wurde. Dennoch zog Karl im Frühjahr 1282 eine Streitmacht von über 400 Schiffen und 27.000 Mann zusammen und bereitete sich auf den Hauptschlag gegen Byzanz vor. Auch seine Verbündeten auf dem Balkan ließen ihre Heere aufmarschieren.

### Die Sizilianische Vesper
In dieser entscheidenden Situation brach am 30. März 1282 in Palermo und Corleone eine Revolte der Bevölkerung gegen die französischen Beamten aus, die schnell auf andere Städte Siziliens übergriff. Karl nahm den Aufstand erst ernst, als am 30. August 1282 der aragonesische König Peter III. bei Trapani landete und sich zum König proklamieren ließ.

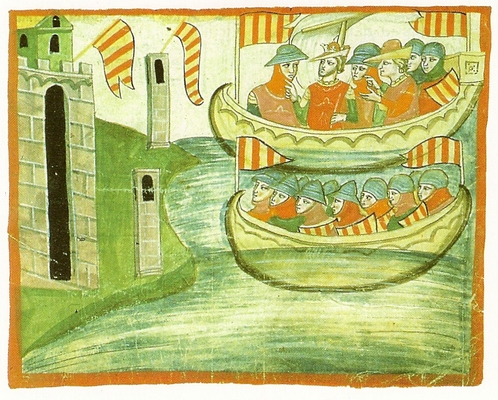
Die Ankunft Peters III. von Aragón auf Sizilien. Darstellung aus der Chronik des Giovanni Villani, 14. Jahrhundert.

Die Sizilianische Vesper, als der dieser Aufstand in die Geschichte einging, sollte sich als ein Ereignis weitreichender politischer Tragweite für die gesamte Mittelmeerregion um Italien, Griechenland, Spanien, Frankreich und das Heilige Land erweisen. Bereits im Vorfeld der Erhebung wurde die wachsende Unzufriedenheit der Sizilianer gegen die Franzosen vom byzantinischen Kaiser geschürt und finanziell unterstützt, der darin die einzige Möglichkeit sah, der Bedrohung durch Karl von Anjou zu entgehen. Einen weiteren Förderer besaß die Revolte im König von Aragon, der mit einer Tochter König Manfreds verheiratet war und daher einen Anspruch auf die sizilianische Krone als Erbe der Staufer erhob.
Angesichts der ernstzunehmenden Bedrohung durch Peter von Aragon reiste Karl Anfang des Jahres 1283 nach Frankreich. Dort arrangierten beide Herrscher für den 1. Juni 1283 in Bordeaux ein gerichtliches Duell mit einhundert Rittern auf beiden Seiten, um einen längeren Krieg gegeneinander zu verhindern. Das Duell wurde allerdings auf Einspruch des Papstes verboten, da die Herbeiführung eines Gottesurteils nicht dem kanonischen Gesetz entsprach. Dennoch fanden sich im Juni 1283 Karl sowie der französische König und die französische Ritterschaft in Bordeaux ein. Letztlich aber verzichteten Anjou und Aragón auf eine Durchführung des Duells und schoben sich gegenseitig Terminverzögerungen als Grund zu. Im Juli desselben Jahres wurde Karls Flotte bei Malta vernichtet, worauf die Aragonier die Küste des italienischen Festlandes überfielen und den Hafen von Neapel abriegelten. Karl machte seinen Einfluss auf seinen Neffen, König Philipp III., geltend und bewog ihn zu einem Kreuzzug gegen Aragon. Papst Martin IV. hatte seinen Segen zu solch einem Kreuzzug gegeben, indem er Peter exkommuniziert und all seines Besitzes für verlustig erklärt hatte. Unterdessen erlitt Karls gleichnamiger Sohn, den er als Regenten zurückgelassen hatte, in der Bucht von Neapel am 5. Juni 1284 eine schwere Niederlage gegen die aragonesische Flotte und geriet in Gefangenschaft. Karl kehrte nur drei Tage später wieder nach Neapel zurück und war fortan mit der Verteidigung seines Festlandbesitzes um Kalabrien und Apulien beschäftigt. In dieser Situation starb er am 7. Januar 1285 in Foggia.
Die sizilianische Vesper brachte Karls Pläne zur Errichtung eines Großreichs zu Fall. Seine Nachkommen konnten sich lediglich in Süditalien mit der Hauptresidenz Neapel behaupten, spielten aber in der Politik Europas nur noch eine untergeordnete Rolle und verzettelten sich in blutigen Intrigen untereinander. Auch die Herrschaft in Akkon ging 1286 verloren, nachdem der angevinische Statthalter die Zitadelle der Stadt an König Heinrich II. von Zypern ausgehändigt hatte. Der Anspruch auf das Königreich von Jerusalem blieb unter Karls Nachkommen nur noch in ihrer Titulatur erhalten. Für das Byzantinische Reich bedeutete das Ende Karls noch einmal eine Atempause für die kommenden einhundertfünfzig Jahre, bis es von den Osmanen erobert wurde. Der Verlust Siziliens an Aragon markierte zugleich den Beginn der katalanischen Dominanz im westlichen Mittelmeer, in Süditalien und Griechenland.

### Bestattung

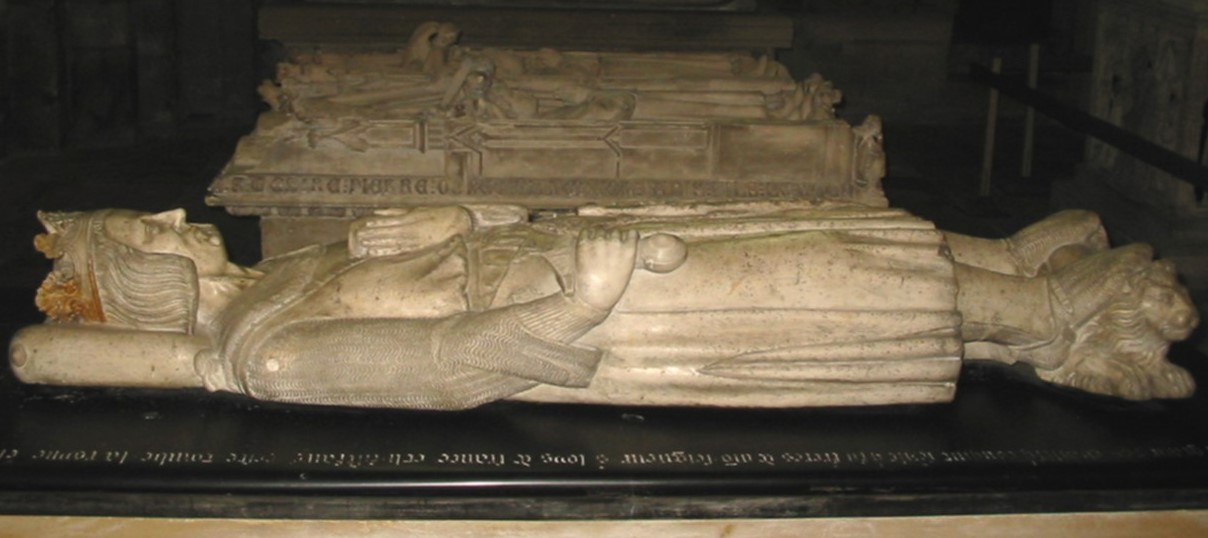
Liegefigur Karls von Anjou in der Abtei von Saint-Denis

Karl erhielt nach seinem Tod eine getrennte Bestattung: Sein Körper wurde im Dom San Gennaro in Neapel bestattet, seine Eingeweide hingegen in einem Grab in der Kathedrale von Foggia. Die Gestalt des neapolitanischen Grabmals ist nicht dokumentiert. 1596 wurde es gänzlich zerstört und durch ein von Domenico Fontana gefertigtes Epitaph ersetzt, das noch heute an der Eingangswand des Domes zu sehen ist.
Im Jahr 1326 stiftete Klementine von Ungarn, Königin von Frankreich, ihrem Urgroßvater Karl in Saint-Jacques in Paris ein Herzgrab. Die eigens gefertigte Liegefigur, die einen jugendlichen Karl zeigt, der sein Herz in der linken Hand trägt, wurde 1820 in die Abtei von Saint-Denis überführt.

## Urteil
Karl von Anjou war eine der umstrittensten Persönlichkeiten der mittelalterlichen Geschichte Europas. Allgemein bleibt an ihm bis heute das Bild des päpstlichen Henkers der Staufer haften, der in seinem übermäßigen Ehrgeiz und grenzlosen Machtstreben vor keiner Gewalttat zurückschreckte. Von Dante wurde er sogar mit dem Tod des berühmtem Universalgelehrten Thomas von Aquin in Verbindung gebracht. Doch nicht alle mittelalterlichen Chronisten überlieferten ein negatives Bild von ihm; so urteilte zum Beispiel Salimbene in seiner Chronika über Karl: „Er war ein ausgezeichneter Feldherr und nahm von den Franzosen den Schimpf, den sie unter dem heiligen Ludwig im Orient auf sich geladen hatten.“
Unbestritten ist Karls dominierender Einfluss auf die Politik. Er war es, der das Machtvakuum in Italien nach dem Ende der Staufer ausfüllte und den französischen König wie auch den Papst zu Instrumenten seiner Interessen machte. Diese Politik diskreditierte besonders die moralische Autorität des Papsttums, in dessen Namen Karl zwei Kreuzzüge gegen christliche Mächte führte und somit dessen Weg in das „babylonische Exil“ vorbereitete. Bedingt durch die kaiserlose Zeit avancierte Karl zum mächtigsten Herrscher seiner Zeit, was ihn laut Kienast zum „ungekrönten Kaiser des Abendlandes“ machte. In Dantes göttlicher Komödie sitzt Karl vor den Toren des Fegefeuers und singt im Akkord mit seinem Rivalen Peter von Aragon.

## Vorfahren
| Ludwig VII. der Jüngere (1120–1180) | Ludwig VII. der Jüngere (1120–1180) | Ludwig VII. der Jüngere (1120–1180) | Ludwig VII. der Jüngere (1120–1180) | Ludwig VII. der Jüngere (1120–1180) | Ludwig VII. der Jüngere (1120–1180) |                                |                                | Adele von Champagne (1140–1206) | Adele von Champagne (1140–1206) | Adele von Champagne (1140–1206) | Adele von Champagne (1140–1206) | Adele von Champagne (1140–1206)   | Adele von Champagne (1140–1206)   |                                   |                                   | Balduin V. von Hennegau (1150–1195) | Balduin V. von Hennegau (1150–1195) | Balduin V. von Hennegau (1150–1195) | Balduin V. von Hennegau (1150–1195) | Balduin V. von Hennegau (1150–1195) | Balduin V. von Hennegau (1150–1195) |                                   |                                   | Margarete I. von Flandern (1145–1194) | Margarete I. von Flandern (1145–1194) | Margarete I. von Flandern (1145–1194) | Margarete I. von Flandern (1145–1194) | Margarete I. von Flandern (1145–1194) | Margarete I. von Flandern (1145–1194) |  |  | Sancho III. von Kastilien (1133–1158) | Sancho III. von Kastilien (1133–1158) | Sancho III. von Kastilien (1133–1158) | Sancho III. von Kastilien (1133–1158) | Sancho III. von Kastilien (1133–1158)  | Sancho III. von Kastilien (1133–1158)  |                                        |                                        | Blanka von Navarra (?–1157)            | Blanka von Navarra (?–1157)            | Blanka von Navarra (?–1157) | Blanka von Navarra (?–1157) | Blanka von Navarra (?–1157)      | Blanka von Navarra (?–1157)      |                                  |                                  | Heinrich II. Plantagenet (1133–1189) | Heinrich II. Plantagenet (1133–1189) | Heinrich II. Plantagenet (1133–1189) | Heinrich II. Plantagenet (1133–1189) | Heinrich II. Plantagenet (1133–1189) | Heinrich II. Plantagenet (1133–1189) |                                  |                                  | Eleonore von Aquitanien (1122–1204) | Eleonore von Aquitanien (1122–1204) | Eleonore von Aquitanien (1122–1204) | Eleonore von Aquitanien (1122–1204) | Eleonore von Aquitanien (1122–1204) | Eleonore von Aquitanien (1122–1204) |
| Ludwig VII. der Jüngere (1120–1180) | Ludwig VII. der Jüngere (1120–1180) | Ludwig VII. der Jüngere (1120–1180) | Ludwig VII. der Jüngere (1120–1180) | Ludwig VII. der Jüngere (1120–1180) | Ludwig VII. der Jüngere (1120–1180) |                                |                                | Adele von Champagne (1140–1206) | Adele von Champagne (1140–1206) | Adele von Champagne (1140–1206) | Adele von Champagne (1140–1206) | Adele von Champagne (1140–1206)   | Adele von Champagne (1140–1206)   |                                   |                                   | Balduin V. von Hennegau (1150–1195) | Balduin V. von Hennegau (1150–1195) | Balduin V. von Hennegau (1150–1195) | Balduin V. von Hennegau (1150–1195) | Balduin V. von Hennegau (1150–1195) | Balduin V. von Hennegau (1150–1195) |                                   |                                   | Margarete I. von Flandern (1145–1194) | Margarete I. von Flandern (1145–1194) | Margarete I. von Flandern (1145–1194) | Margarete I. von Flandern (1145–1194) | Margarete I. von Flandern (1145–1194) | Margarete I. von Flandern (1145–1194) |  |  | Sancho III. von Kastilien (1133–1158) | Sancho III. von Kastilien (1133–1158) | Sancho III. von Kastilien (1133–1158) | Sancho III. von Kastilien (1133–1158) | Sancho III. von Kastilien (1133–1158)  | Sancho III. von Kastilien (1133–1158)  |                                        |                                        | Blanka von Navarra (?–1157)            | Blanka von Navarra (?–1157)            | Blanka von Navarra (?–1157) | Blanka von Navarra (?–1157) | Blanka von Navarra (?–1157)      | Blanka von Navarra (?–1157)      |                                  |                                  | Heinrich II. Plantagenet (1133–1189) | Heinrich II. Plantagenet (1133–1189) | Heinrich II. Plantagenet (1133–1189) | Heinrich II. Plantagenet (1133–1189) | Heinrich II. Plantagenet (1133–1189) | Heinrich II. Plantagenet (1133–1189) |                                  |                                  | Eleonore von Aquitanien (1122–1204) | Eleonore von Aquitanien (1122–1204) | Eleonore von Aquitanien (1122–1204) | Eleonore von Aquitanien (1122–1204) | Eleonore von Aquitanien (1122–1204) | Eleonore von Aquitanien (1122–1204) |
|                                     |                                     |                                     |                                     |                                     |                                     |                                |                                |                                 |                                 |                                 |                                 |                                   |                                   |                                   |                                   |                                     |                                     |                                     |                                     |                                     |                                     |                                   |                                   |                                       |                                       |                                       |                                       |                                       |                                       |  |  |                                       |                                       |                                       |                                       |                                        |                                        |                                        |                                        |                                        |                                        |                             |                             |                                  |                                  |                                  |                                  |                                      |                                      |                                      |                                      |                                      |                                      |                                  |                                  |                                     |                                     |                                     |                                     |                                     |                                     |
|                                     |                                     |                                     |                                     | Philipp II. August (1165–1223)      | Philipp II. August (1165–1223)      | Philipp II. August (1165–1223) | Philipp II. August (1165–1223) | Philipp II. August (1165–1223)  | Philipp II. August (1165–1223)  |                                 |                                 |                                   |                                   |                                   |                                   |                                     |                                     |                                     |                                     | Isabelle von Hennegau (1170–1190)   | Isabelle von Hennegau (1170–1190)   | Isabelle von Hennegau (1170–1190) | Isabelle von Hennegau (1170–1190) | Isabelle von Hennegau (1170–1190)     | Isabelle von Hennegau (1170–1190)     |                                       |                                       |                                       |                                       |  |  |                                       |                                       |                                       |                                       | Alfons VIII. von Kastilien (1155–1214) | Alfons VIII. von Kastilien (1155–1214) | Alfons VIII. von Kastilien (1155–1214) | Alfons VIII. von Kastilien (1155–1214) | Alfons VIII. von Kastilien (1155–1214) | Alfons VIII. von Kastilien (1155–1214) |                             |                             |                                  |                                  |                                  |                                  |                                      |                                      |                                      |                                      | Eleonore Plantagenet (1161–1214)     | Eleonore Plantagenet (1161–1214)     | Eleonore Plantagenet (1161–1214) | Eleonore Plantagenet (1161–1214) | Eleonore Plantagenet (1161–1214)    | Eleonore Plantagenet (1161–1214)    |                                     |                                     |                                     |                                     |
|                                     |                                     |                                     |                                     | Philipp II. August (1165–1223)      | Philipp II. August (1165–1223)      | Philipp II. August (1165–1223) | Philipp II. August (1165–1223) | Philipp II. August (1165–1223)  | Philipp II. August (1165–1223)  |                                 |                                 |                                   |                                   |                                   |                                   |                                     |                                     |                                     |                                     | Isabelle von Hennegau (1170–1190)   | Isabelle von Hennegau (1170–1190)   | Isabelle von Hennegau (1170–1190) | Isabelle von Hennegau (1170–1190) | Isabelle von Hennegau (1170–1190)     | Isabelle von Hennegau (1170–1190)     |                                       |                                       |                                       |                                       |  |  |                                       |                                       |                                       |                                       | Alfons VIII. von Kastilien (1155–1214) | Alfons VIII. von Kastilien (1155–1214) | Alfons VIII. von Kastilien (1155–1214) | Alfons VIII. von Kastilien (1155–1214) | Alfons VIII. von Kastilien (1155–1214) | Alfons VIII. von Kastilien (1155–1214) |                             |                             |                                  |                                  |                                  |                                  |                                      |                                      |                                      |                                      | Eleonore Plantagenet (1161–1214)     | Eleonore Plantagenet (1161–1214)     | Eleonore Plantagenet (1161–1214) | Eleonore Plantagenet (1161–1214) | Eleonore Plantagenet (1161–1214)    | Eleonore Plantagenet (1161–1214)    |                                     |                                     |                                     |                                     |
|                                     |                                     |                                     |                                     |                                     |                                     |                                |                                |                                 |                                 |                                 |                                 |                                   |                                   |                                   |                                   |                                     |                                     |                                     |                                     |                                     |                                     |                                   |                                   |                                       |                                       |                                       |                                       |                                       |                                       |  |  |                                       |                                       |                                       |                                       |                                        |                                        |                                        |                                        |                                        |                                        |                             |                             |                                  |                                  |                                  |                                  |                                      |                                      |                                      |                                      |                                      |                                      |                                  |                                  |                                     |                                     |                                     |                                     |                                     |                                     |
|                                     |                                     |                                     |                                     |                                     |                                     |                                |                                |                                 |                                 |                                 |                                 | Ludwig VIII. der Löwe (1187–1226) | Ludwig VIII. der Löwe (1187–1226) | Ludwig VIII. der Löwe (1187–1226) | Ludwig VIII. der Löwe (1187–1226) | Ludwig VIII. der Löwe (1187–1226)   | Ludwig VIII. der Löwe (1187–1226)   |                                     |                                     |                                     |                                     |                                   |                                   |                                       |                                       |                                       |                                       |                                       |                                       |  |  |                                       |                                       |                                       |                                       |                                        |                                        |                                        |                                        |                                        |                                        |                             |                             | Blanka von Kastilien (1188–1252) | Blanka von Kastilien (1188–1252) | Blanka von Kastilien (1188–1252) | Blanka von Kastilien (1188–1252) | Blanka von Kastilien (1188–1252)     | Blanka von Kastilien (1188–1252)     |                                      |                                      |                                      |                                      |                                  |                                  |                                     |                                     |                                     |                                     |                                     |                                     |
|                                     |                                     |                                     |                                     |                                     |                                     |                                |                                |                                 |                                 |                                 |                                 | Ludwig VIII. der Löwe (1187–1226) | Ludwig VIII. der Löwe (1187–1226) | Ludwig VIII. der Löwe (1187–1226) | Ludwig VIII. der Löwe (1187–1226) | Ludwig VIII. der Löwe (1187–1226)   | Ludwig VIII. der Löwe (1187–1226)   |                                     |                                     |                                     |                                     |                                   |                                   |                                       |                                       |                                       |                                       |                                       |                                       |  |  |                                       |                                       |                                       |                                       |                                        |                                        |                                        |                                        |                                        |                                        |                             |                             | Blanka von Kastilien (1188–1252) | Blanka von Kastilien (1188–1252) | Blanka von Kastilien (1188–1252) | Blanka von Kastilien (1188–1252) | Blanka von Kastilien (1188–1252)     | Blanka von Kastilien (1188–1252)     |                                      |                                      |                                      |                                      |                                  |                                  |                                     |                                     |                                     |                                     |                                     |                                     |
|                                     |                                     |                                     |                                     |                                     |                                     |                                |                                |                                 |                                 |                                 |                                 |                                   |                                   |                                   |                                   |                                     |                                     |                                     |                                     |                                     |                                     |                                   |                                   |                                       |                                       |                                       |                                       |                                       |                                       |  |  |                                       |                                       |                                       |                                       |                                        |                                        |                                        |                                        |                                        |                                        |                             |                             |                                  |                                  |                                  |                                  |                                      |                                      |                                      |                                      |                                      |                                      |                                  |                                  |                                     |                                     |                                     |                                     |                                     |                                     |
|                                     |                                     |                                     |                                     |                                     |                                     |                                |                                |                                 |                                 |                                 |                                 |                                   |                                   |                                   |                                   |                                     |                                     |                                     |                                     |                                     |                                     |                                   |                                   |                                       |                                       |                                       |                                       | Karl I. von Anjou (1227–1285)         |                                       |  |  |                                       |                                       |                                       |                                       |                                        |                                        |                                        |                                        |                                        |                                        |                             |                             |                                  |                                  |                                  |                                  |                                      |                                      |                                      |                                      |                                      |                                      |                                  |                                  |                                     |                                     |                                     |                                     |                                     |                                     |

## Nachkommen
Aus der ersten Ehe (seit 1246) mit Beatrix von der Provence († 1267) entstammten folgende Kinder:
- Ludwig (*/† 1248 in Nikosia)

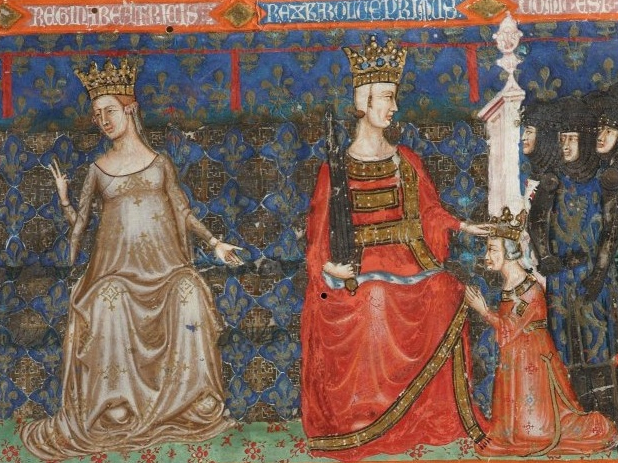
Beatrix von der Provence und Karl von Anjou, gekrönt als Königin und König von Sizilien. Vor dem Vater kniend, der Prinz Karl von Salerno. (sog. Mechelner Bibel, 14. Jh., heute in Löwen)

- Blanche (* um 1250; † 10. Januar 1269)
  - ⚭ 1266 mit Graf Robert III. von Flandern (* 1249; † 1322)
- Beatrix (* um 1252; † 1275)
  - ⚭ 1273 mit Philipp von Courtenay († 1283), Titularkaiser von Konstantinopel
- Karl II. der Lahme (* 1254; † 6. Mai 1309 in Neapel), König von Neapel
  - ⚭ 1270 mit Maria von Ungarn
- Philipp (* 1256; † 1. Januar 1277 in Bari)
  - ⚭ 28. Mai 1271 mit Isabelle de Villehardouin (* 1263; † 23. Januar 1312)
- Robert (* um 1258; † 1265)
- Isabella (* 1261; † 1304)
  - ⚭ 1272 mit König Ladislaus IV. von Ungarn (* 1262; † 1290)

Der zweiten Ehe (seit 1268) mit Margarete von Burgund († 1308), Tochter des Grafen Odo von Nevers, Auxerre und Tonnerre entstammten folgende Nachkommen:
- Margarethe († nach 1276 in jungen Jahren)

## Wappen

Erstes Wappen Karls von Anjou, benutzt bis 1246; die Burgenbordüre verweist auf Kastilien, das Land seiner Mutter.
Zweites Wappen Karls von Anjou, benutzt ab 1246.
1277 kaufte Karl die Rechte am Königreich Jerusalem und ergänzte entsprechend sein Wappen.